# Willardia
Willardia là một chi thực vật có hoa trong họ Đậu.